# Protanilla
Protanilla es un género de hormigas guerreras perteneciente a la familia Formicidae, orden Hymenoptera. Fue descrito por Taylor en 1990.

## Especies
- Protanilla beijingensis Man et al., 2017
- Protanilla bicolor Xu, 2002
- Protanilla concolor Xu, 2002
- Protanilla flamma Baidya & Bagchi, 2020
- Protanilla furcomandibula Xu & Zhang, 2002
- Protanilla gengma Xu, 2012
- Protanilla izanagi Terayama, 2013
- Protanilla jongi Hsu et al., 2017
- Protanilla lini Terayama, 2009
- Protanilla rafflesi Taylor, 1990
- Protanilla schoedli Baroni Urbani & De Andrade, 2006
- Protanilla tibeta Xu, 2012
- Protanilla wardi Bharti & Akbar, 2015